# Théâtre Baj Pomorski
Le théâtre Baj Pomorski est un théâtre de marionnettes situé à Toruń en Pologne, où il fut créé en 1946.

## Galerie

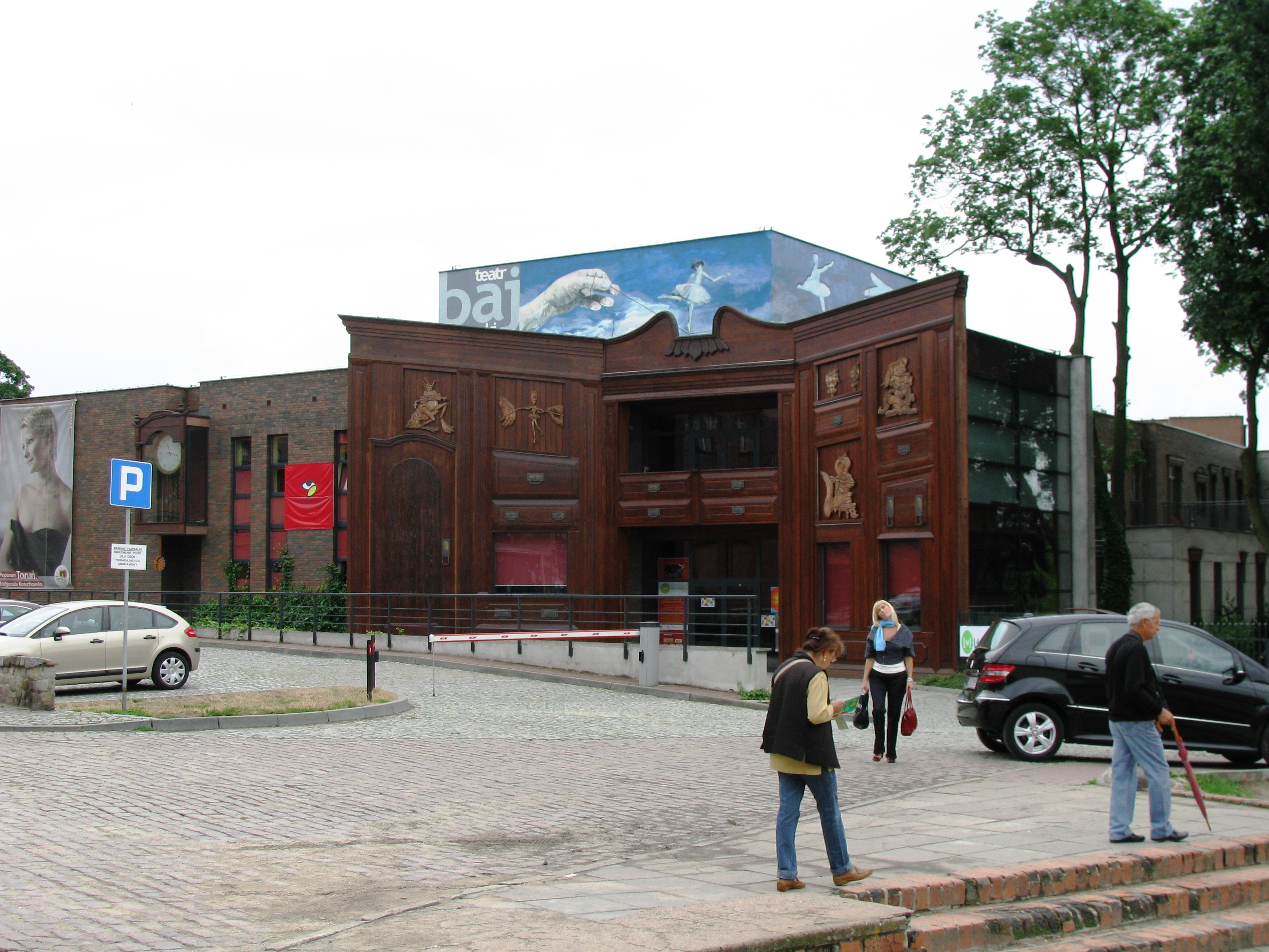
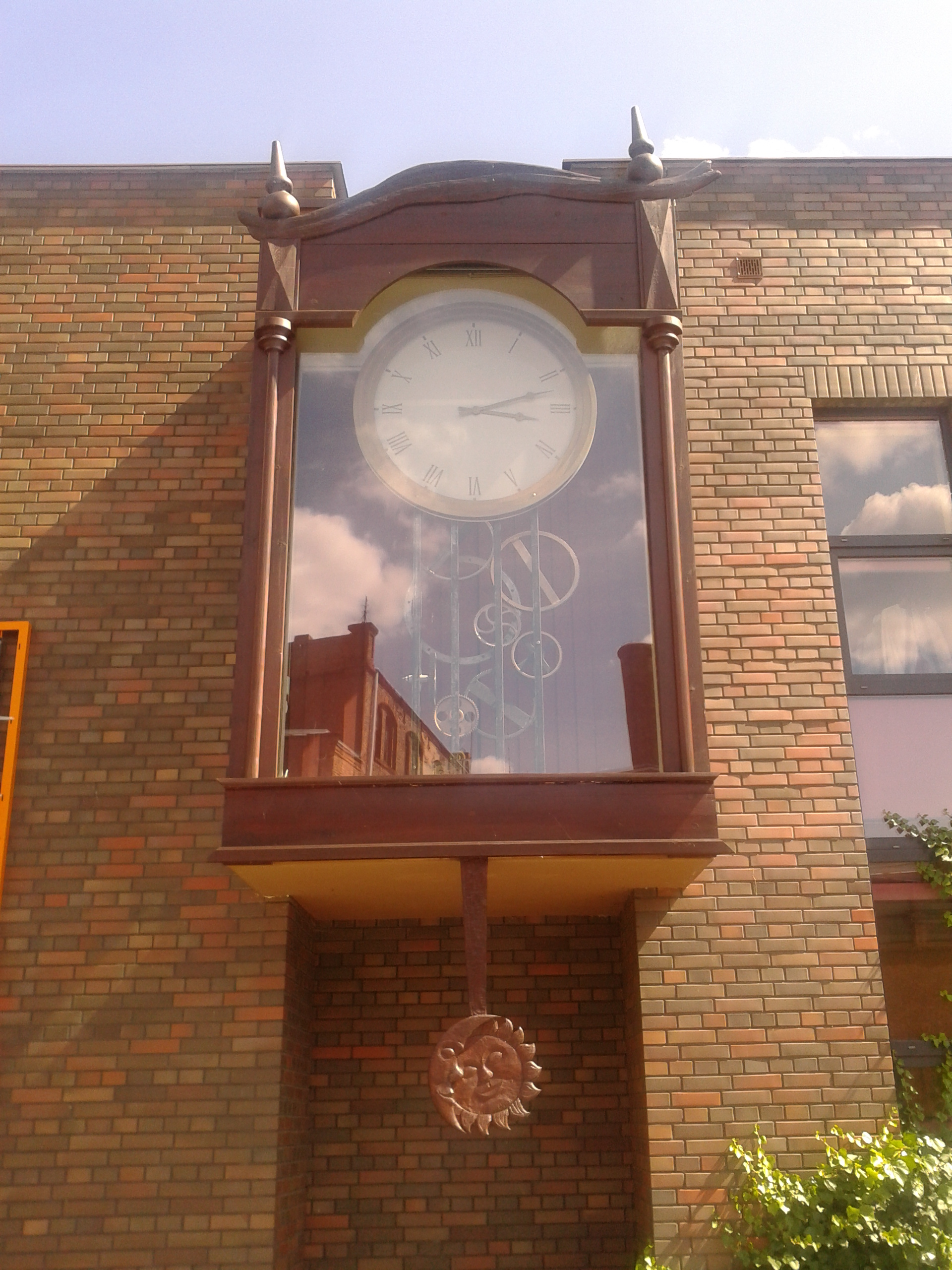
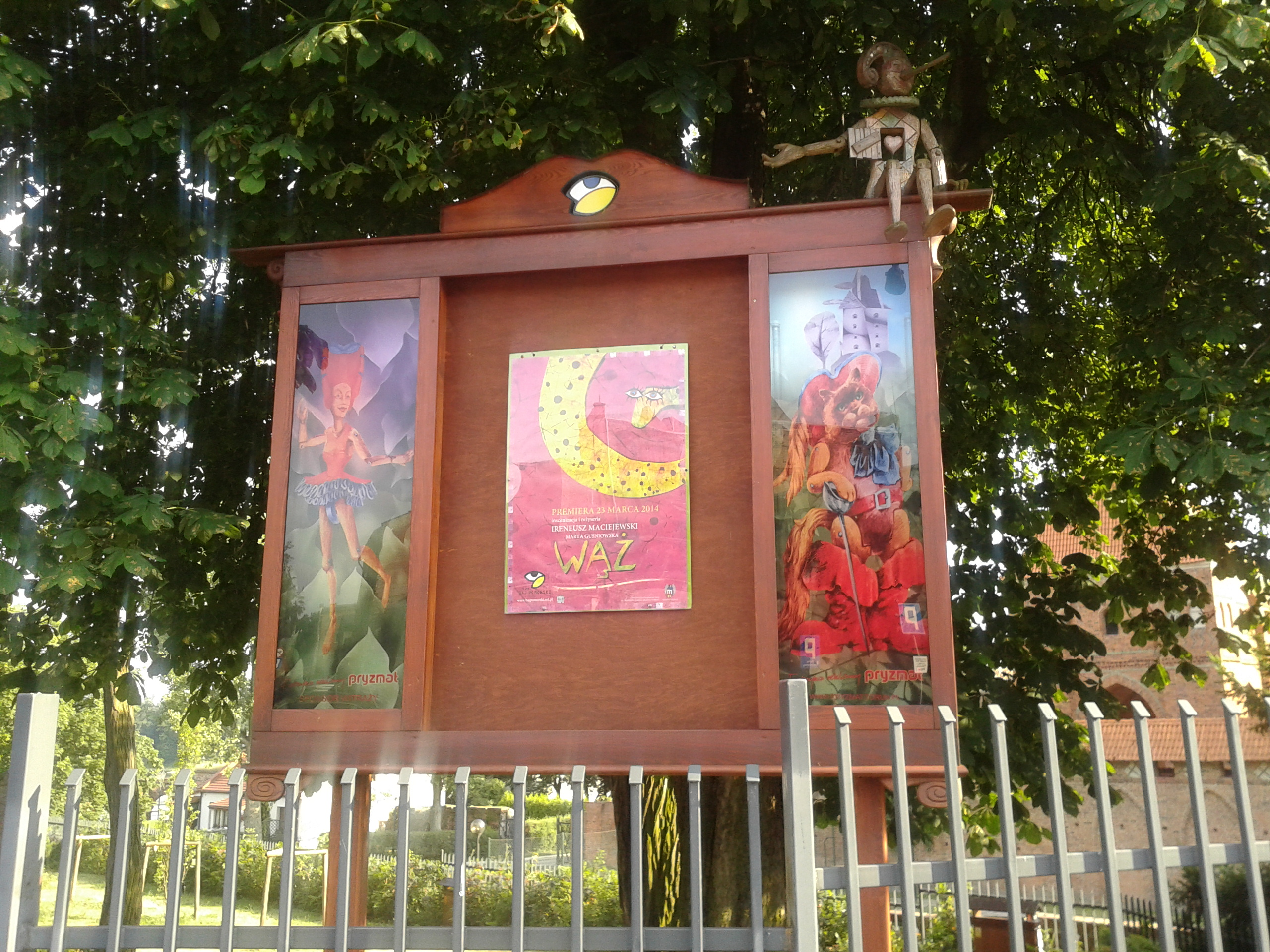

## Fiche technique
- Grande salle
  - 300 places
  - 13 m x 12,8 m
- Petite salle 
  - 120 places
  - 6,9 m x 8,2 m